# 若狭繁行
若狭 繁行（わかさ しげゆき、1940年7月7日 - ）は、樺太出身の元スキージャンプオリンピック代表選手。スキー解説者。

## 来歴
樺太生まれで、終戦による引き揚げで歌志内市へ移住した。歌神小学校のときジャンプを始め、歌志内高校2年時に全国高校スキー優勝。その素質に目をつけた中央大学のスキー部は高校3年の若狭を中央大学付属杉並高校に転校させ囲い込みを図った。
中央大学に進学後2年生と4年生の2度全日本学生選手権で優勝し、また1962年の第2回ユニバーシアード冬季大会個人純ジャンプで金メダルを獲得した（ちなみに同大会で日本ジャンプ陣は金・銀・銅メダルを独占、上位7人中6人を占める偉業を達成した）。
1962年ノルディックスキー世界選手権に出場、65m級（ノーマルヒル）50位、90m級（ラージヒル）18位だった。
中大卒業後は北海道拓殖銀行に入行、1964年インスブルックオリンピック代表に選ばれたが本大会では補欠にまわり出場しなかった。
1972年札幌オリンピックではジャンプ競技の中継解説者を務めた。

## 日本国内での主な競技成績
- 1958.02.16(日)　第7回全国高校スキー大会　優勝
- 1958.03.02(日)　第13回国民体育大会冬季大会少年組　優勝
- 1961.01.22(日)　第34回全日本学生スキー選手権大会　優勝
- 1963.01.20(日)　第36回全日本学生スキー選手権大会　優勝
- 1963.02.23(土)　第4回NHK杯ジャンプ大会　優勝
- 1964.12.27(日)　倶知安シャンツェ完成記念第1回全道ジャンプ大会　優勝
- 1965.01.31(日)　第20回北海道スキー選手権大会　優勝
- 1965.02.16(火)　第20国民体育大会冬季大会成年の部　優勝